# Tresor d'Atreu
El Tresor d'Atreu, també anomenat Tomba d'Atreu i Tomba d'Agamèmnon, és la tomba abovedada, o tolos, més monumental que es coneix a Grècia. És als afores de Micenes, i al principi se li va atribuir a Atreu, el pare del gran rei Agamèmnon, cap visible de la guerra dels aqueus contra Troia, ja que sol datar-se al segle xiii aC.
Aquesta tomba pertany a l'art creto-micènic. Segueix el model difós per tot el Mediterrani de tomba precedida per un corredor. En aquest cas, té dues cambres. En destaca la falsa volta de la més gran obtinguda mitjançant la superposició de filades concèntriques de carreus que van reduint l'espai, per la qual cosa les seves pressions són verticals i no obliqües, com en una veritable volta.
Una part de la llinda d'entrada al monument va ser sostreta per Thomas Bruce Elgin, llavors ambaixador britànic davant l'Imperi Otomà, i traslladada a Londres juntament amb escultures del temple atenès del Partenó (Marbres d'Elgin) i actualment formen part de la col·lecció permanent exposada en el Museu Britànic.